# Pyramid (журнал)
Pyramid (с англ. Пирамида) — американский журнал, посвященный играм и выходивший в техасском городе Остин в 1993—2019 годах при поддержке компании «Steve Jackson Games». В конце 2018 года было объявлено о прекращении выпуска издания в бумажном формате и переходе в онлайн — режим, окончательно журнал был закрыт в 2019 году.

## История издания
Первый выпуск журнала был опубликован в 1993 году. Владельцем издания являлась корпорация SJG. На страницах «Пирамиды» в основном печатались статьи с обзорами новинок компании (настольных, карточных и ролевых игр), однако же нередко внимание уделялось и компьютерным играм. 
Через несколько лет после создания журнал стал полностью цветным, хотя изначально являлся таковым лишь частично. Также все материалы стали выходить на обновленной глянцевой бумаге.
К 1998 году основатель SJG Стив Джексон начал сомневаться в целесообразности выпуска журнала в бумажном виде, заметив падение его рейтингов. В том же году «Пирамида» была переведена в режим онлайн — издания, однако бумажная версия все же продолжала выходить параллельно. Данная ситуация сохранялась вплоть до 2019 года, когда на официальном сайте SJG было официально объявлено о закрытии журнала.
В начале 2000—х годов «Пирамида» была отмечена несколькими престижными в игровой индустрии наградами, в частности стала обладателем приза «Лучший профессиональный журнал об играх» (2001) и победителем номинации премии Origins Award «выбор геймеров: лучший электронный продукт» (2003).
Главным редактором издания до его закрытия в 2019 году являлся геймдизайнер Стивен Марш.